# Difenylkwik
Difenylkwik is een kleurloze, kristallijne organokwikverbinding met als brutoformule C12H10Hg. De notatie (C6H5)2Hg is meer in overeenstemming met de structuur van de stof. Afkortingen voor de notatie zijn afgeleid van de Engelse term voor fenyl (phenyl) of het gebruik van de Φ als symbool voor de fenylgroep: Ph2Hg, HgPh2, Φ2Hg of HgΦ2. Zoals in vrijwel alle organokwikverbindingen is de geometrie rond het kwikatoom lineair.

## Synthese
De standaard, commerciële, bereiding van difenylkwik verloopt via de reactie van kwik(II)chloride met methyltrifenyltin in de molverhouding 2:1 in ethanol. Daarnaast zijn er in het verleden diverse andere syntheseroutes naar deze stof beschreven.
In 1924 werd de synthese beschreven uitgaande van fenylkwikacetaat met benzeen in aanwezigheid van basisch natriumstanniet (Na2SnO2).
In 1929 werd de synthese beschreven op basis van fenylmagnesiumbromide en kwik(II)halides.
Difenylkwik kan ook bereid worden uit de reactie van broombenzeen met natriumamalgaam.